# Парікутин (вулкан)
Парікути́н (ісп. Paricutín) — наймолодший мексиканський вулкан, знаходиться в центральній частині країни у штаті Мічоакан, входить у Транс-мексиканський вулканічний пояс. Виверження відбувалися стромболіанського типу. У виверженому матеріалі було виявлено сулему.

## Історія виникнення

### Перший рік виверження
Перше виверження сталося 20 лютого 1943 р. на захід від Мехіко в штаті Мичоакан на кукурудзяному полі біля села Парікутин, що дало новому вулкану своє ім'я. Відносно виникнення вулкану існує безліч версій.
Згідно з версією, опублікованою в журналі «Природа» в 1947 році, 20 лютого 1943 року селянин Діонісіо Пулідо на своєму кукурудзяному полі помітив дірочку розміром 7 см, з якої під натиском валив дим. Через декілька годин комісія, послана головою міста Сан-Хуан-Парангарікутіро, якого Пулідо повідомив, виявила вже сильно димлячу діру глибиною 9 м. З 22-ї години того ж дня на місці вулкану, що утворюється, почалися вибухи. З 24 лютого вулкан почала досліджувати комісія Геологічного інституту Мексиканського університету. З 7 по 20 лютого на відстані до 400 км від вулкану сталося 10 землетрусів. Лава потекла через пару діб після початку утворення вулкану. Її потоки, маючи спочатку довжину 300 м, до 1944 року досягли в довжину 4 км. Склад лав, олівінові андезито-базальти, збігається зі складом вулканічних продуктів вулкану Хорульо, що вивергався в середині XVIII століття. До 23 лютого вулкан досяг висоти 44 м, до 27 лютого — 106 м, 20 березня — 148 м, 20 травня — 190 м, 20 грудня — 299 м.
За іншою версією, до 20 лютого 1943 року дивний отвір у землі діаметром близько 5 м на ділянці Пулідо не привертав особливої уваги.
5 лютого 1943 р. жителі села Парікутин, в 2 км від якого знаходилося поле Пулідо, і жителі сусіднього села Сан-Хуан-Парангарикутіро відчули тремтіння землі і почули глухий гуркіт, що лунає з-під землі. 19 лютого за добу сталося понад 300 поштовхів. 20 лютого Діонісіо Пулідо разом із дружиною, сином і сусідом працювали на полі. Незабаром вони помітили, що підземний гул посилився, а поблизу отвору утворилася тріщина глибиною близько 50 см Одночасно сильно затремтіла земля і затряслися дерева, що ростуть неподалік. Наступного дня, повернувшись на своє поле, Діонісіо виявив там 10-метровий конус із попелу і шлаку, в глибині якого увесь час відбувалися вибухи. До полудня він досяг висоти 50 м, а через тиждень вулкан височів над полем вже на 150 м. Вибухи були чутні на відстані до 350 км, а попіл і камені летіли в небо на цілий кілометр у висоту.
Впродовж року вулкан все зростав і 20 лютого 1944 року досяг висоти 336 м. На той час він повністю покрив кукурудзяне поле Діонісіо. Останні викиди і вибухи залишили на вершині конуса воронкоподібний кратер, з якого на поверхню гори стали виливатися і стікати вниз розплавлені породи.

### Наслідки і подальші роки виверження
Лава почала виливатися з вулкана через дві доби після його утворення. У червні 1944 року вона, здолавши 11 км, досягла містечка Сан-Хуан-Парангарикутіро. Нині все, що залишилося від містечка, — це напівобгоріла церква, дзвіниця якої самотньо височіє над полем застиглої лави.
В середині 1943 року село Парікутин засипало попелом, а пізніше в цьому ж році воно потрапило під лавовий потік. Незабаром лава зруйнувала ще десять розташованих поблизу селищ. Понад 4000 осіб були змушені покинути свої домівки, але ніхто не загинув від лави й попелу.
Вулкан діяв до 1952 року, після чого «заснув». Після першого року виверження висота Парікутина збільшилася ще на 88 м. Вулкан безперервно вивергався 9 років. Висота вулкану Парікутин з урахуванням того, що він почав рости на піднесеному гірському плато, досягла 2774 м над рівнем моря, а лава, що вилилася, покрила поверхню площею 25 км2. Діонісіо Пулі до, що втратив своє поле і ферму, продав свою ділянку з грізним «новоутворенням» відомому мексиканському художникові Атлю, закоханому у вулкани. Атль витратив на дослідження Парікутина багато років і створив понад 11 тис. малюнків і 1000 пейзажів олією.

## Нині
Щороку перед Пасхою жителі села Парікутин відзначають день народження вулкану. Вони здійснюють паломництво на місце зруйнованого містечка, де вціліла місцева церква. Сюди приїжджають туристи, щоб побачити вулкан і безживний ландшафт, що оточує його. У найближчому селі Ангахуан облаштовано спостережний пункт, звідки відкривається огляд на 25-кілометрове лавове поле і конус Парікутина, що височіє за ним. Можна винайняти провідника з кіньми і здійснити подальшу подорож по крутих схилах і застиглій лаві.

## У літературі
- Згадується у книзі В. М. Шустова «Людина не втомлюється жити».
- У оповіданні Рея Бредбері «Мить у променях сонця» головні герої спостерігали вулкан при місячному світлі.
- У розповіді «Зловмисники»(повість «Полудень, XXII» |братів Стругацких) на уроці географії учням показували виверження Парікутина по стереовізору.
- У книзі Олександра Громова «Крила черепахи».
- У романі Макса Фріша «Штіллер» головний герой стверджує, що є очевидцем народження Парікутина, і детально описує цю подію.
- У романі Кевіна Андерсона «Руїни» агент Фокс Малдер розповідає історію виникнення Парікутина.

## Галерея

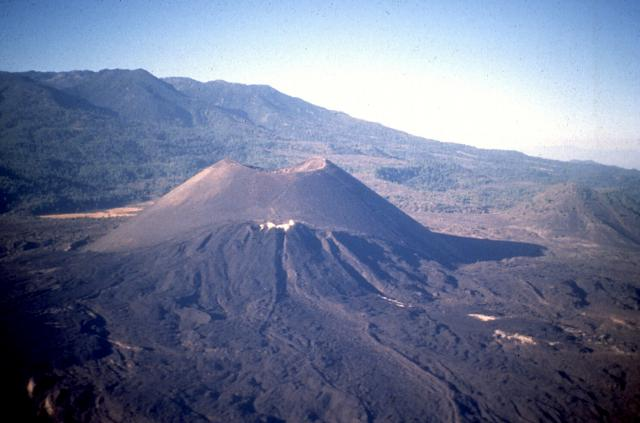
Краєвид вулкану в 1997
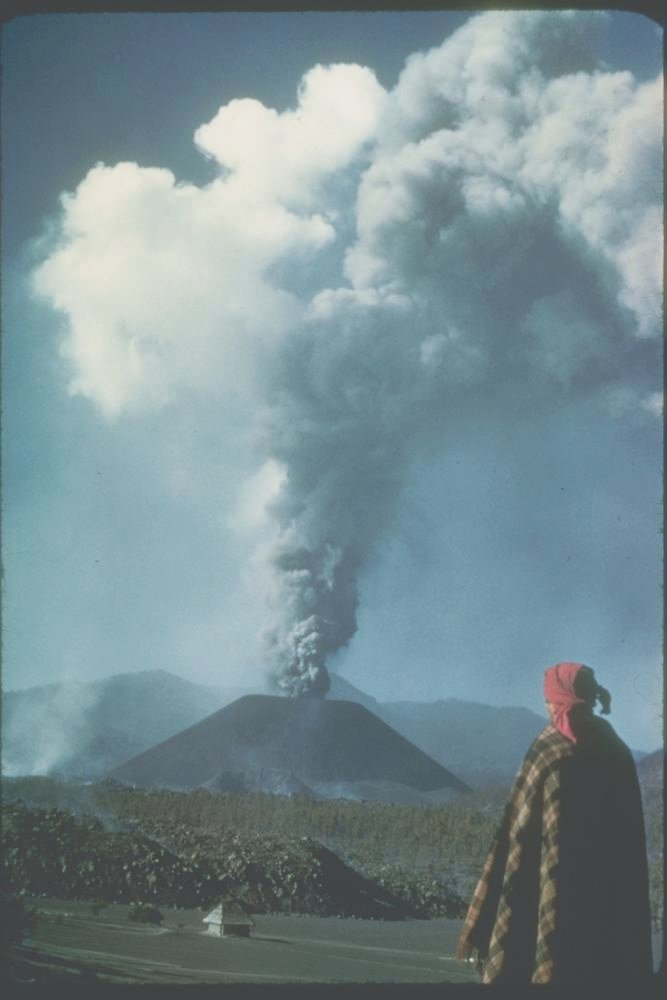
Місцеві жителі спостерігають за виверженням Парікутина
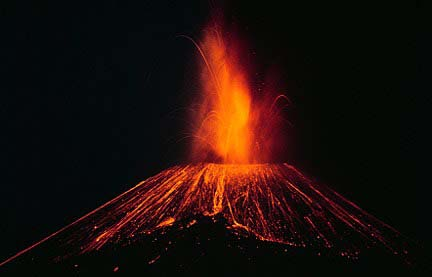
Виверження Парікутина
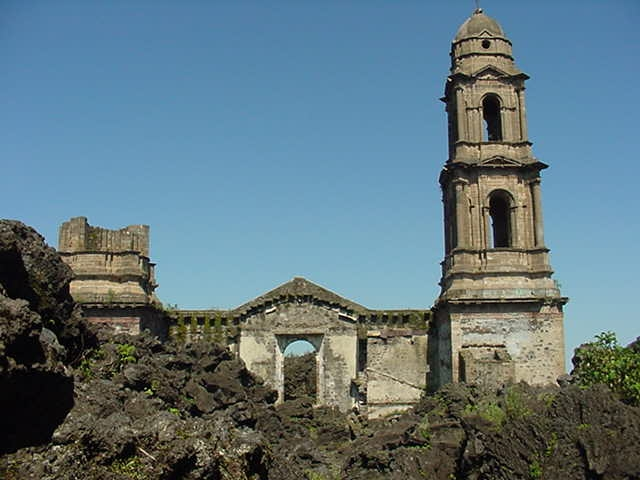
Дзвіниця San Juan Parangaricutiro

## Ресурси Інтернету
- Вікісховище має мультимедійні дані за темою: Парікутин (вулкан)
- Volcano Live
- Парікутин у БЭС
- Парікутин у БСЭ[недоступне посилання з квітня 2019]
- Парікутин. Інститут географії РАН
- Найсильніші виверження вулканів у XX столітті
- В. Н. Шустов «Людина не втомлюється жити»